# Carlos Campos Ávila
Carlos Alberto Campos Ávila (13 de abril de 1992, Ciudad de México, México) es un futbolista mexicano que juega como mediocampista en Reboceros de La Piedad de la Serie A de México. 

## Clubes
| Club                   | País   | Año           |
| ---------------------- | ------ | ------------- |
| Pumas UNAM             | México | 2009-2014     |
| Inter Playa del Carmen | México | 2015-2016     |
| Reynosa F. C.          | México | 2016-2017     |
| Reboceros de La Piedad | México | 2018          |
| Real Zamora            | México | 2018-2019     |
| Reboceros de La Piedad | México | 2019-Presente |